# Machaerium trifoliolatum
Machaerium trifoliolatum är en ärtväxtart som beskrevs av Adolpho Ducke. Machaerium trifoliolatum ingår i släktet Machaerium och familjen ärtväxter. Inga underarter finns listade i Catalogue of Life.